# Fourmanov
Pour les articles homonymes, voir Sereda.
Fourmanov (en russe : Фурманов) est une ville de l'oblast d'Ivanovo, en Russie, et le centre administratif du raïon de Fourmanov. Sa population s'élevait à 35 367 habitants en 2014.

## Géographie
Fourmanov est située à 29 km au nord d'Ivanovo, à 59 km au sud de Kostroma et à 271 km au nord-est de Moscou. Elle est reliée à Kostroma et à Vladimir par la route fédérale R132.

## Histoire
En 1918, la fusion de plusieurs villages, connus pour certains depuis le XVIIe siècle, donna naissance à la ville de Sereda (Середа). Le 13 mars 1941, Sereda fut renommée Fourmanov, en l'honneur de l'écrivain et bolchévik Dmitri Fourmanov (1891-1926), qui y était né.

## Population
La situation démographique de Fourmanov s'est détériorée au cours des années 1990. En 2001, le solde naturel accusait un inquiétant déficit de 13,6 pour mille, en raison d'un faible taux de natalité (8,4 pour mille) et d'un fort taux de mortalité (22 pour mille).
Recensements (*) ou estimations de la population
| 1926*  | 1939*  | 1959*  | 1970*  | 1979*  | 1989*  |
| ------ | ------ | ------ | ------ | ------ | ------ |
| 20 730 | 36 062 | 38 225 | 40 155 | 44 192 | 46 182 |

| 2002*  | 2006   | 2010*  | 2012   | 2013   | 2014   |
| ------ | ------ | ------ | ------ | ------ | ------ |
| 39 691 | 37 977 | 36 144 | 35 699 | 35 461 | 35 367 |

## Économie
Fourmanov compte trois usines textiles qui fabriquent des filés et tissus de coton :
- AOOT Tekstilnaïa firma Osnova (АООТ Текстильная фирма Основа)
- OAO Tekstil (ОАО Текстиль)
- OAO Fourmanovskaïa priadilno-tkatskaïa fabrika N2 (ОАО Фурмановская прядильно-ткацкая фабрика N2)

L'entreprise OAO Khromtsovski karier (ОАО Хромцовский карьер) exploite des carrières et livre des matériaux de construction (pierre, gravier, sable).